# Misaki (Ehime)
El Pueblo de Misaki (三崎町 Misaki-chō?) fue un pueblo del Distrito de Nishiuwa en la Región de Nanyo (南予地方 Nanyo-chihō?) de la Prefectura de Ehime.

## Características
Fue un pueblo que ocupaba el extremo de la Península de Sadamisaki (佐田岬半島 Sadamisaki-hantō?). Estaba separada del Pueblo de Saganoseki (佐賀関町 Saganoseki-chō?), actualmente parte de la Ciudad de Ooita en la Región de Kyushu, por el Estrecho de Hoyo (豊予海峡 Hōyo-kaikyō?) de unos 15 km de ancho.
Limitaba con los pueblos de Seto (en la actualidad parte del Pueblo de Ikata) y de Saganoseki (actualmente parte de la Ciudad de Ooita) del Distrito de Kitaamabe (北海部郡 Kita'amabe-gun?) en la Prefectura de Ooita.
Es una zona propensa al desprendimiento de masas de tierra y la principal aglomeración urbana corresponde al distrito Misaki, donde se encontraba el edificio del Ayuntamiento (actual Dependencia Misaki del Pueblo de Ikata), varios edificios públicos e instituciones educativas, financieras y centros comerciales. Otros distritos importantes son Kawanazu (川名津?) y Kushi (串?).

## Historia
- 1955: el 31 de marzo se fusionan las villas de Kanmatsuna (神松名村 Kanmatsuna-mura?) y Misaki (三崎村 Misaki-mura?), formando el Pueblo de Misaki.
- 2005: el 1° de abril es absorbida junto al Pueblo de Seto por el Pueblo de Ikata, todas del Distrito de Nishiuwa.

En un primer momento se manejaba la fusión junto a otros tres pueblos del Distrito de Nishiuwa, avalada por una consulta popular, pero el Pueblo de Honai que era el de mayor cantidad de habitantes de los cuatro finalmente manifestó su intención de fusionarse con la Ciudad de Yawatahama.
Frente a este panorama el Pueblo de Misaki también consideró la posibilidad de integrarse a la Ciudad de Yawatahama, a pesar de no compartir límites. Ante estas dos opciones, arduas deliberaciones prosiguieron, por lo que finalmente se decidió realizar una segunda consulta popular. El resultado fue a favor de la opción de integrarse a la Ciudad de Yawatahama, pero acusaciones de favorecimientos no tardaron en surgir.
Como la falta de consenso estaba empezando a perjudicar a los otros pueblos que ya habían iniciado las conversaciones finales tendientes a la fusión, el Pueblo de Misaki procedió a realizar la primera elección relacionada con una fusión dentro de la Prefectura con el objetivo de dirimir la cuestión. Esta elección se llevó a cabo durante febrero de 2003, en la cual se impuso la opción a favor de la fusión con los pueblos de Ikata y Seto.